# Puente Adome
El puente Adome (en inglés: Adome Bridge) es un puente situado en Ghana, en África occidental. Se extiende sobre el río Volta que desemboca en el golfo de Guinea, al sur de la presa de Akosombo.
Se trata de un puente de arco de acero de dos partes con una cubierta suspendida por cables. Fue diseñado en 1957 por William Brown, de los ingenieros de Freeman Fox & Partners.